# Henry Favre

Henry Favre (1964)

Henry Favre (* 10. Juni 1901 in Les Eaux-Vives (heute Gemeinde Genf); † 29. Mai 1966 in Zürich; heimatberechtigt in Genf und Vallorbe) war ein Schweizer Wasserbauingenieur, Hydrauliker und Hochschullehrer.

## Leben
Henry Favre, Sohn des Jules William und der Jeanne Aimée, geborene Loegel, heiratete 1926 Thérèse Sautter, Tochter des Emmanuel Gustave. Im Jahre 1923 schloss er das Studium des Bauingenieurwesens an der ETH Zürich mit einem Brückenbauprojekt ab.

## Schaffen
Nach seinem Studium übernahm Favre verschiedene Bauleitungen in Frankreich. Im Jahre 1929 promovierte er mit einer Dissertation im Fach Photoelastizität. Zwischen 1928 und 1938 war Favre als Adjunkt von Professor Eugen Meyer-Peter am Aufbau der Versuchsanstalt für Wasserbau an der ETH Zürich, die 1930 eröffnet wurde, beteiligt. Von 1935 bis 1938 war er Privatdozent für Hydraulik und anschliessend zwischen 1938 und 1966 ordentlicher Professor für technische Mechanik. Des Weiteren war Favre zwischen 1951 und 1953 Rektor der ETH Zürich.
Favres Habilitation Etude théorique et expérimentale des ondes de translation dans les canaux découverts aus dem Jahre 1935 gilt als Standardwerk auf dem Gebiet instationärer Strömungen. Grosse Beachtung fand 1938 auch seine Theorie zum Druckstoss. Ab 1938 befasste sich Favre besonders mit Festkörpermechanik und Spannungsoptik, vor allem beim Bauelement Platte. Favre wurde der Dr. h. c. von den Universitäten Lausanne, Lüttich und Poitiers verliehen.
Der Nachlass von Henry Favre befindet sich im Hochschularchiv der ETH Zürich.

## Werke
- Cours de mécanique. 3 Bände. 1946–49.
- Etude théorique et expérimentale des ondes de translation dans les canaux découverts. Dunod, Paris 1935.